# Seattle
|  | Per a altres significats, vegeu «Seattle (desambiguació)». |

Seattle ( pronunciació (?·pàg.) | IPA: [siːˈætəl]) és la ciutat més gran de l'estat de Washington, al nord-oest dels Estats Units d'Amèrica, i la més gran de la costa oest al nord de San Francisco. La ciutat està situada en un istme estret que separa el llac Washington i un braç de l'oceà Pacífic conegut com a Puget Sound. Es troba a 155 quilòmetres al sud de la frontera entre els Estats Units i el Canadà i dins de Washington s'ubica al comtat de King. Va ser fundada en la dècada de 1850, en territoris del cap indígena Seath'tl, a qui deu el seu nom.
Seattle està en el centre econòmic de la regió coneguda com a "Greater Puget Sound". El seu sobrenom oficial és "La Ciutat Maragda" a causa dels boscos exuberants de la regió que l'envolta. Seattle és coneguda com a "Rainy City" (La Ciutat de la Pluja), encara que en realitat té menys pluja que moltes altres ciutats nord-americanes. La ciutat també és anomenada "Jet City", a causa de la gran influència del fabricant d'aeronaus Boeing. Econòmicament la ciutat destaca per les indústries punta i pel seu dinamisme. És considerada un dels millors llocs del país per iniciar negocis i un pol de desenvolupament sostenible.
Seattle és una ciutat amb una vida cultural dinàmica i amb un esperit progressista i alternatiu. Hi va néixer el llegendari guitarrista Jimi Hendrix i va ser el bressol de la música grunge. És famosa pel gran consum de cafè (aquí va néixer la cadena de cafeteries Starbucks). El 1962 va acollir l'Exposició Universal (Century 21 Exposition, per a la qual es va construir la torre anomenada Space Needle, que s'ha convertit en un símbol per a la ciutat. El 1999 s'hi va celebrar la cimera de l'Organització Mundial del Comerç, marcada per les protestes antiglobalització conegudes com a N30. Té el segon major percentatge de població homosexual entre les grans ciutats del país i el menor índex d'analfabetisme.

## Història
El 13 novembre 1851 van desembarcar a Alki Point els primers colonitzadors blancs, pertanyents a la partida d'Arthur A. Denny i procedents de Portland (Oregon). L'abril de 1852 van traslladar el seu campament fins a la badia d'Elliot i van fundar-hi la població de Duwamps (o Duwumps), a l'emplaçament de l'actual Pioneer Square. Aviat David Swinson ("Doc") Maynard, un agent del Bureau of Indian Affairs sensible als drets dels amerindis, va proposar caviar-li el nom en honor del seu amic Noah Seath'tl, cap de les tribus Duwamish i Suquamish. La idea formava part d'una estratègia comuna per afavorir l'entesa mútua entre els colons i les tribus. El nou nom apareix ja utilitzat oficialment el maig del 1853. Mercès a aquestes bones relacions, els Duwamish i Suquamish no van prendre part a les guerres índies dels anys següents, però el poble nisqually va donar suport els yakama en la Guerra Yakima del 1855-1856, obrint un nou front a la Guerra de Puget Sound), resistint en guerrilles a Seattle, que fou atacada en 1856. Des d'aleshores, el creixement de Seattle s'ha produït a batzegades, amb alguns episodis de fort declivi econòmic i pèrdua de població.
Durant la segona meitat del segle XIX la principal activitat de la ciutat va ser la indústria de la fusta, derivada dels importants boscos de la regió i que encara és important a la veïna península Olympic. En aquest període va haver-hi disturbis laborals i interètnics, especialment amb els nombrosos immigrants xinesos i també d'altres països asiàtics.
La Febre de l'or de Klondike, va donar un segon impuls a la ciutat, tant a nivell de població com d'activitat comercial. Per la seva situació, Seattle es va convertir en el principal punt de sortida i d'avituallament dels miners que cercaven or a Alaska i al Yukon. Aquest boom també va ser profitós per a altres ciutats de l'àrea del Puget Sound com Everett, Tacoma, Port Townsend, Bremerton i Olympia. D'aquests anys data la fundació d'empreses com Nordstrom i Eddie Bauer.
En aquest període va adquirir importància la indústria naval, que durant la Primera Guerra Mundial va viure un boom pels encàrrecs de la marina. Seattle va esdevenir pràcticament una colònia industrial dedicada a aquest sector. Amb el final de la guerra, però, es van reduir dràsticament les comandes i l'estancament sobrat del sector va dur una forta recessió, acompanyada de disturbis laborals que van culminar amb la vaga general de 1919. La Gran Depressió va agreujar la situació i la violència durant la vaga marítima de 1934 va fer perdre al port de Seattle una bona part del seu tràfic, en profit del port de Los Angeles.
La Segona Guerra Mundial va portar un nou període de prosperitat a la ciutat. L'empresa Boeing, fundada per un industrial de la fusta aficionat a l'aviació, va obtenir encàrrecs per construir gran quantitat de bombarders, i va créixer espectacularment. En contrapartida, l'entrada en guerra del Japó va comportar el confinament dels nombrosos homes de negocis americans d'origen japonès. Al final de la guerra Boeing va reduir fortament el personal, però el creixement de l'aviació civil i la carrera armamentística van permetre a l'empresa mantenir una part de l'activitat. El seu paper en el desenvolupament dels avions de reacció comercials i la participació en els programes aerospacials Apollo van fer possible un nou boom. En aquest període Seatle va viure un gran creixement urbanístic. Una de les seves conseqüències va ser la contaminació i, de retop, l'aparició d'un moviment ciutadà ambientalista i d'una planificació urbana en favor del transport públic i de conservació del patrimoni arquitectònic, com el Pike Place Market, que ha esdevingut una de les atraccions turístiques de la ciutat. Tanmateix, la fi de la Guerra del Vietnam i la cancel·lació dels programes Apollo va dur Boeing a reduir fortament la plantilla a partir de 1967, causant una nova recessió i la marxa de molts habitants que cercaven feina en altres estats.
L'any 1979 els fundadors de Microsoft, Bill Gates i Paul Allen, originaris de Seattle, van traslladar-hi la seva empresa. El seu creixement, i també la seva col·laboració amb la universitat i amb el sector públic, van servir de catalitzador d'un nou boom, el de les indústries punta, començant per la informàtica però també els sectors biotecnològic i biomèdic, i la tecnologia, enginyeria i arquitectura ambientals. El boom pròpiament dit va acabar al voltant de l'any 2000, però aquests sectors segueixen sent forts i dinàmics. Malgrat tot, Boeing és encara l'empresa que dona més llocs de treball a l'àrea metropolitana de Seattle.

## Geografia i demografia
Seattle està a la riba del Puget Sound, un braç de mar que penetra profundament a terra al Sud-est de l'Illa de Vancouver, separat de l'Oceà Pacífic per la península Olympic i connectat amb ell per l'Estret de Juan de Fuca.
Malgrat la seva fama, la ciutat té una precipitació mitjana de 944 mm, menys que la majoria de ciutats de la costa Est (Boston rep 1.055 mm, Nova York 1.201 mm, Atlanta 1.290 mm, Jacksonville (Florida) 1.304 mm). Però altres ciutats de la seva àrea metropolitana reben el doble de precipitació. Això es deu al fet que l'emplaçament de Seattle queda parcialment protegit dels vents humits oceànics per les muntanyes Olímpiques. No obstant això, destaca tant pel gran nombre de dies ennuvolats com plujosos a l'any.
Seattle és situada al Cinturó de foc del Pacífic i té doncs un elevat risc sísmic, associat la zona de subducció de Cascadia. La Falla de Seattle passa just al sud del centre de la ciutat. S'hi ha regsitrat terratrèmols de magnituds entre 7 i 9 de l'Escala de Richter el 1700, el 1872, el 1942, el 1965 i el 2001. Aquesta activitat sísmica és també la responsable de l'existència del cordó de volcans de la Cascade Range. El més alt i proper, el Mont Rainier (4.392 m), amb la seva mola nevada, és un altre dels emblemes del paisatge de la ciutat.
El 2010, l'Oficina del Cens dels Estats Units va estimar que la població de la ciutat era 608.660 habitants. Amb data 2008, la seva àrea metropolitana tenia una població de prop 3,4 milions. en una àrea de 23.000 km².
Els científics de la Universitat Central de Connecticut li van donar a la ciutat la distinció de ser la ciutat que més alfabetisme té als EUA el 2005.

## Economia
Sis companyies de la llista Fortune 500 de 2008 de les companyies més grans dels Estats Units tenen les seves oficines centrals a Seattle. Són Washington Mutual (lloc 130), Safeco Corporation (lloc 267), Nordstrom (lloc 286), Amazon.com (lloc 342), i Starbucks (lloc 425). No obstant això, l'abril de 2008, es va anunciar la venda de Safeco a Liberty Mutual i el setembre d'aquell mateix any Washington Mutual va ser confiscada per la Corporació Federal d'Assegurança de Dipòsits i venuda a JPMorgan Chase. Altres companyies del Fortune 500 associades popularment a Seattle tenen les seves seus a ciutats del Puget Sound. Algunes d'elles són Costco, amb seu a Issaquah, Microsoft i Nintendo, a Redmond, Weyerhaeuser, en Federal Way, i el fabricant de camions Paccar i T-Mobile a Bellevue.
Abans de traslladar la seva seu a Chicago, la companyia Boeing va ser la companyia més gran a Seattle. La seva divisió més gran es troba encara prop de Renton i té grans plantes de fabricació d'aeronaus a Everett i Renton, de manera que segueix sent l'empresa més gran a l'àrea metropolitana de Seattle. L'alcalde de Seattle Greg Nickels anunciar el seu desig de provocar un auge econòmic impulsat per la biotecnologia el 2006. S'hi està intentant que noves empreses vinguin a la ciutat, unint-se a les companyies biotecnològiques Corixa, Immunex (ara part d'Amgen) i ZymoGenetics. Vulcan Inc, l'empresa del milionari Paul Allen, està darrere de la majoria de projectes en desenvolupament. El 2005, la revista Forbes va dir que Seattle era la ciutat més cara als Estats Units per comprar una casa en relació amb els ingressos locals.
Alaska Airlines manté la seu a SeaTac, a prop de l'aeroport.
El port de Seattle-Tacoma és el tercer més actiu dels Estats Units, després dels de Los Angeles–Long Beach i Nova York-New Jersey i el principal punt d'enllaç dels Estats Units amb Àsia i amb Alaska.

## Vida cultural i turisme
Seattle ha estat tradicionalment el centre de producció cultural de l'estat de Washington, amb una llarga història en les arts interpretatives.
La Seattle Symphony Orchestra figura entre les que més gravacions han fet a tot el món i la Seattle Opera és especialment reconeguda per les seves produccions d'òperes de Wagner. El Pacific Northwest Ballet té una de les tres escoles de ballet de més nivell dels Estats Units. Destaquen també l'orquesta de joves intèrprets Seattle Youth Symphony Orchestras i els festivals d'estiu i d'hivern de música de cambra
El teatre i el musical són importants a Seattle des dels primers anys del segle xx, quan els empresaris rivals Alexander Pantages i John Considine la van convertir en la meca del vodevil de l'oest dels Estats Units. Des de 1926 s'hi representen musicals a l'estil de Broadway i la ciutat compta amb més de 100 companyies de teatre, destacant el teatre alternatiu. És la segona ciutat dels Estats Units, després de Nova York, en nombre d'actors afiliats al sindicat d'actors teatrals (Actor's Equity Association))
Seattle és considerada el bressol de la música grunge amb formacions com Nirvana, Soundgarden, Alice in Chains, Pearl Jam o Mudhoney. i més recentment de la música indie.
Entre el músics relacionats amb Seattle cal destacar Jimi Hendrix, nascut a la ciutat, que per les seves experimentacions amb la guitarra elèctrica i amb les distorsions del so electrificat als anys 60 ha estat un dels músics més influents de la història de la música rock. Ray Charles. s'hi va traslladar des de Nova Orleans i hi va iniciar la seva carrera fent les primeres gravacions. Altres músics com Duff McKagan, Nikki Sixx o Quincy Jones hi van passar els anys de formació.
La ciutat compta també amb músics de jazz d'avantguarda com Bill Frisell i Wayne Horvitz, swing (Glenn Crytzer), hip-hop (Sir Mix-a-Lot), rock i heavy metal, etc.
Entre els festivals i altres esdeveniments que se celebren a Seattle destaquen el Seattle International Film Festival, el festival gastronòmic Bite of Seattle, el festival d'art i música Bumbershoot i nombrosos esdeveniments al juliol i agost incloent carreres d'hidroavions. També s'hi celebren nombrosos pow-wows i altres festivals ètnics.
El principal museu d'art és el Seattle Art Museum (SAM) que compta amb tres centres. Al centre de la ciutat es troba la col·lecció principal (art contemporani, art europeu, art africà, art antic). L'antiga seu situada a Volunteer Park allotja el Seattle Asian Art Museum (SAAM). La seva col·lecció d'escultura Haniwa japonesa és considerada la millor existent fora del Japó. Finalment, a la riba del Puget Sound es troba la col·lecció d'escultura contemporània a l'aire lliure Olympic Sculpture Park.
La Henry Art Gallery, oberta el 1927, és el museu públic més antic de Washington.
També es poden visitar museu d'història local o regional com el Loghouse Museum a Alki, el Klondike Gold Rush National Historical Park, el Centre de Vaixells de fusta (Center for Wooden Boats), el Museu del Vol i diverses col·leccions de temàtica ètnica.
Als molls de l'Alaskan Way es troba l'aquari, ben instal·lat en un antic tinglado del port.

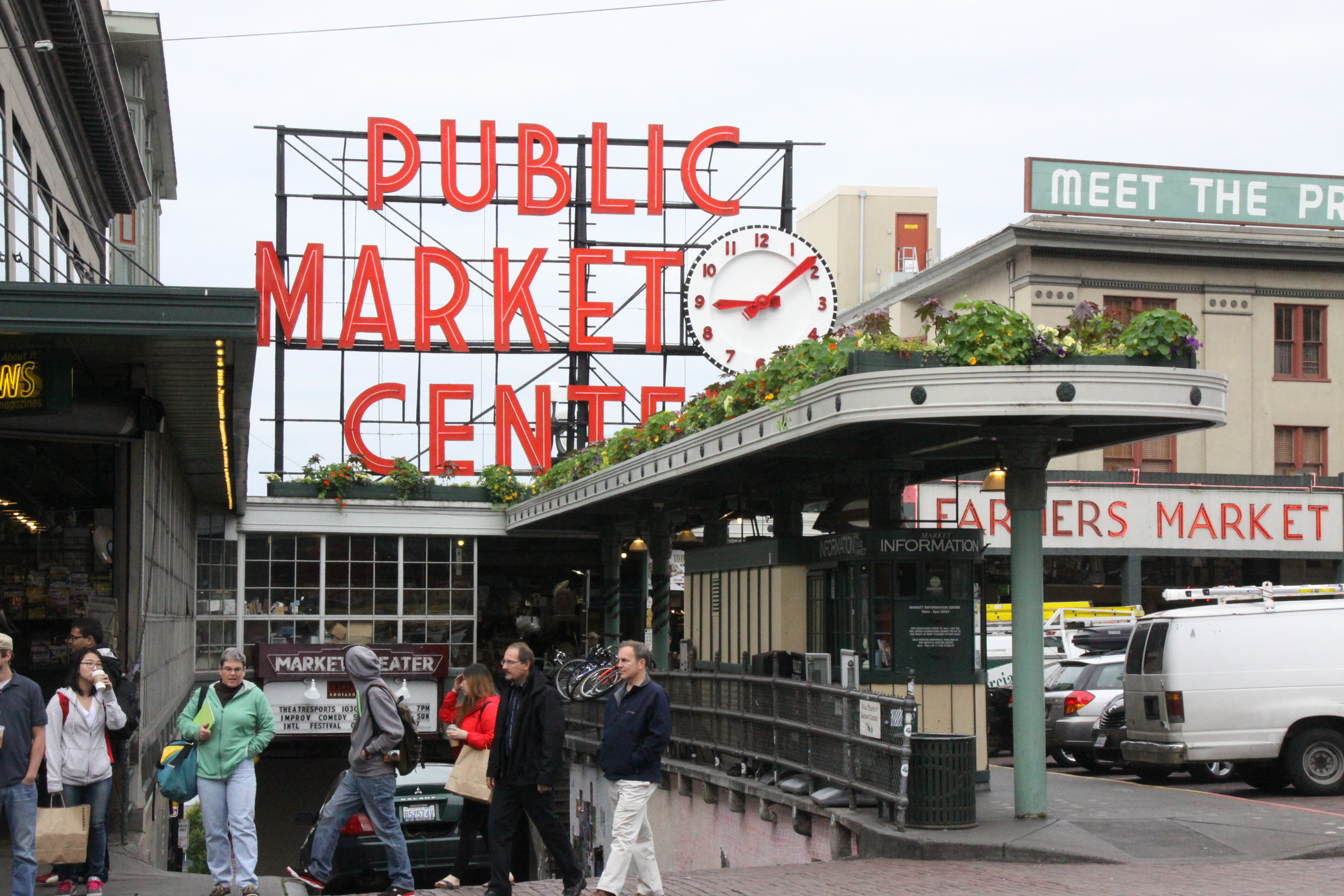
Pike Place Market

Als terrenys de l'exposició universal es pot pujar a la Space Needle, amb espectacular panoràmica de la ciutat, el Puget Sound, el Llac Washington i les muntanyes de Mount Rainier i Olympus. També s'hi troba el Seattle Centre, complex cultural que acull, entre d'altres, el Glass Garden de l'artista del vidre Dale Chihuly i l'EMP, museu i centre d'activitats centrat en la música. El monorail construït amb motiu de l'exposició porta al centre de la ciutat.
Al centre cal visitar el Pike Place Market, recuperat gràcies a la iniciativa popular. Al seu peu els antics molls i tinglados acullen una roda gegant, l'aquari i diverses botigues de curiositats kitsch. A Pioneer Square es pot veure un tòtem portat d'Alaska i el monument al cabdill Seath'tl.
El Lac Washington està connectat amb el mar per un canal navegable que incorpora quatre llacs menors. L'entron d'aquest sistema aquàtic, amb passeigs, àrees recreatives, parcs i boscos, ofereix possibilitats de nombroses activitats a l'aire lliure. Compta amb un port recreatiu; els habitants de Seattle són força aficionats a la navegació, a motor, vela o caiac. Es calcula que vora 1 de cada 6 habitants tenen una embarcació. D'altra banda, el Lake Washington és travessat per dues autopistes sobre sengles ponts flotants.
L'emplaçament de Seattle afavoreix el turisme de natura i etnogràfic. Entre els atractius cal destacar els parcs nacionals de Mount Rainier, North Cascades i Olímpic. Aquest darrer compta amb boscos temperats plujosos, tipus de bosc escassament representat arreu del món, i amb reserves índies amb equipaments etnogràfics. El Puget Sound és envoltat d'illes i penínsules agradables, on es practica el caiac de mar. Les illes San Juan, a més del seu interès paisatgístic i folklòric, així com l'Estret de Juan de Fuca, són un entorn privilegiat per a l'observació de diverses espècies de balenes durant les èpoques de migració i d'orques durant bona part de l'any.
Seattle és també punt de partida de creuers amb destinació a l'Illa de Vancouver i a Alaska.

## Persones il·lustres
- Jimi Hendrix (1942 - 1970) guitarrista, cantant i compositor
- Bill Gates (1955 -): Co-fundador de Microsoft
- George Stigler (1911-1991) economista, Premi Nobel d'Economia de 1982
- Linda B. Buck (1947 -) metgessa i microbiòlega, Premi Nobel de Medicina o Fisiologia de l'any 2004.